# Adélaïde de France (1732-1800)
Signature
Marie-Adélaïde de France, dite Madame Quatrième puis Madame Adélaïde, est née le 23 mars 1732 au château de Versailles et morte le 27 février 1800 à Trieste. Elle est l'une des huit filles qu'eurent Louis XV et Marie Leszczynska, et l'une des quatre enfants à leur survivre sur les dix qu'ils eurent. Elle incarna, avec ses deux sœurs Victoire de France et Sophie de France, la principale opposition vis-à-vis de la reine Marie-Antoinette d'Autriche et elles alimentèrent la vague de dénigrement dont fut victime la souveraine. Avec sa sœur Victoire, elles vécurent toutes deux à la cour jusqu'aux prémices de la Révolution, puis elles émigrèrent en Italie.  

## Biographie

### Enfance
Madame Adélaïde est née le 23 mars 1732 au château de Versailles. L'enfant est baptisée dans la religion catholique le 27 avril 1737, dans la chapelle du château. Elle a pour parrain Charles de Bourbon-Condé et pour marraine la sœur de celui-ci, Louise-Anne de Bourbon-Condé. Tous deux sont alors les petits-enfants du Grand-Condé. En raison de sa place au sein de la famille royale, Adélaïde est d'abord appelée à la cour « Madame Quatrième », puis à la suite de la mort de sa sœur Marie-Louise en 1733, elle est finalement appelée « Madame Troisième ». 
La jeune fille est par la suite essentiellement surnommée « Madame Adélaïde », puis à partir de 1752 simplement par « Madame ». Son éducation se fait uniquement à la cour et non à l'abbaye de Fontevraud comme ses sœurs cadettes. En effet, par mesure d'économie et pour tenter de freiner les dépenses de l'État, le cardinal de Fleury, principal ministre de Louis XV, met en place diverses mesures pour arriver à ses fins. L'éducation des princesses est alors revue. Adélaïde est donc élevée aux côtés de ses sœurs jumelles aînées, Mesdames Élisabeth et Henriette. 
Les princesses sont élevées avec leur frère, le dauphin Louis, dans l'aile du Midi. Elles vont aussi prendre les eaux à Plombières-les-Bains, dans le duché de Lorraine sur lequel règne leur grand-père Stanislas Leszczynski, le père de Marie Leszczynska, qu'elles peuvent ainsi visiter. 

### Personnalité
Adélaïde reçoit les hommages de plusieurs bons partis, dont ceux de son cousin Louis-François de Bourbon-Conti ou encore ceux de son beau-frère Xavier de Saxe, prince de Pologne et Saxe. Elle choisit malgré tout de garder le célibat. Aimant les travaux domestiques, elle est surnommée « Torchon » ou encore « Madame Torchon » par son père, dont elle est l'enfant préférée. 
Elle est dotée d'un caractère vif et s'impose ainsi comme en chef de famille auprès de ses sœurs, à l'exception de la benjamine, Madame Louise, alors la plus indépendante des filles du roi. 

### Position politique

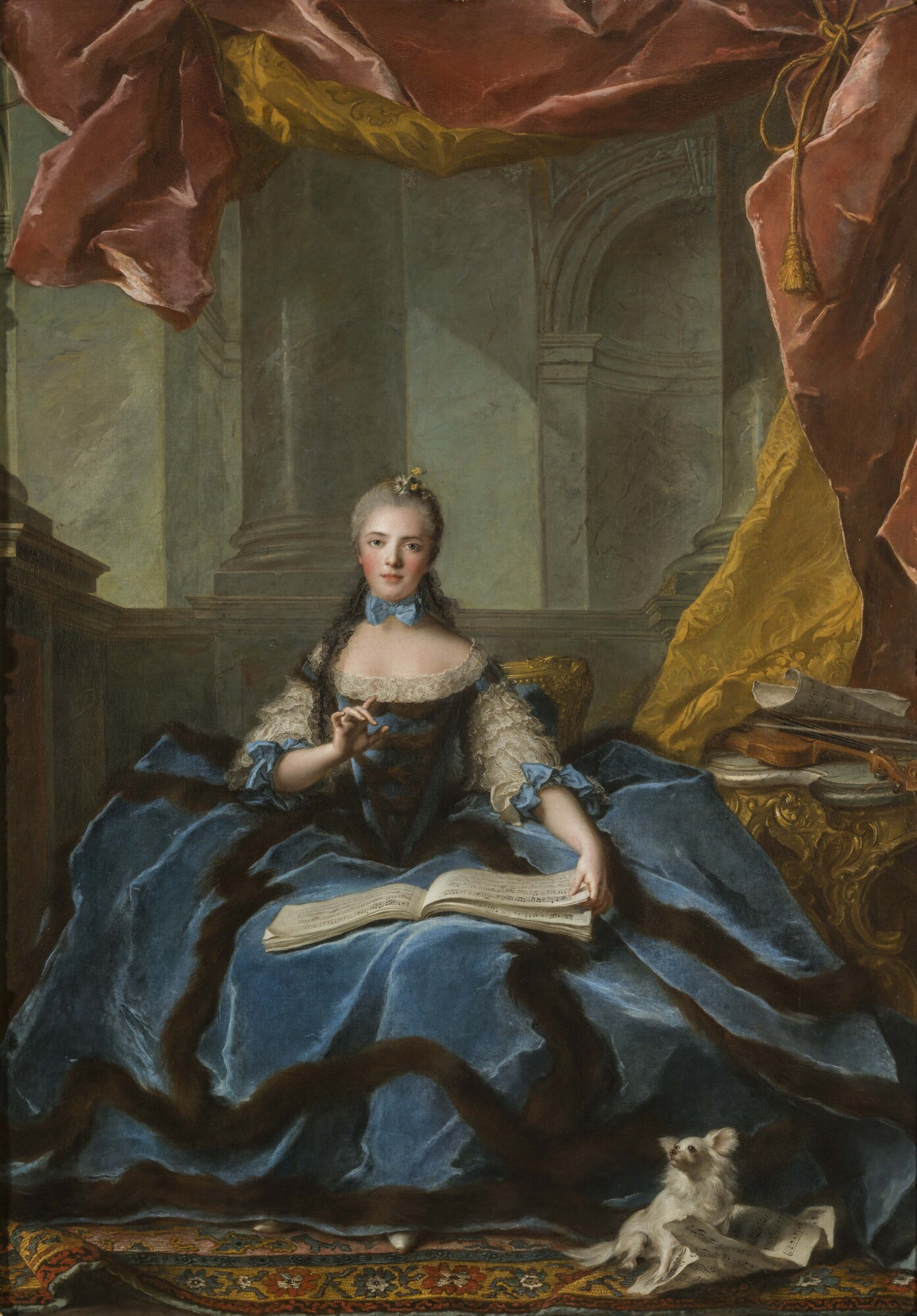
Madame Adélaïde tenant un livre de musique, par Jean-Marc Nattier, 1758.

S'intéressant aux sujets politiques sans avoir le pouvoir d'agir, Adélaïde ne cesse d'affirmer et de faire connaître ses opinions à la cour. Son soutien ardent auprès de la Compagnie de Jésus lui vaut de gagner l'hostilité du Parlement de Paris. Elle lutte également contre la grande influence de Madame de Pompadour, bourgeoise et épouse de banquier, devenue favorite de son père. La jeune femme est titrée marquise et entend jouer un rôle sur les décisions royales. Cette dernière est ainsi surnommée « Maman Putain » par l'ensemble des enfants du couple royal. 
La mort de la marquise, le 15 avril 1764, au château de Versailles (habituellement privilège royal) ne calme pas la princesse qui désormais doit lutter avec ses sœurs Victoire et Sophie contre la nouvelle favorite royale : la sulfureuse Madame du Barry. À cette fin, les trois sœurs tentent de concilier l'épouse de leur neveu, Marie-Antoinette d'Autriche, jeune dauphine perdue à la cour. Mais l'influence qu'elles gagnent sur cette dernière est limitée par la surveillance exercée par sa mère Marie-Thérèse d'Autriche et par Florimond de Mercy-Argenteau, étant alors ambassadeur d'Autriche. 
Cette lutte d'influence sur la jeune archiduchesse tourne en défaveur d'Adélaïde et de ses sœurs, qui finissent par ne plus que la désigner par son origine : « l'Autrichienne ». Cela suivra la future reine jusqu'à la mort.

### L'hécatombe royale
La famille royale n'est guère épargnée par les deuils qui se succèdent en son sein, notamment au cours des années 1760. Mis à part l'aînée, Madame Élisabeth, qui épouse son cousin l'infant Philippe de Bourbon à douze ans, aucune des filles du roi ne s'est mariée . Cette dernière quitte la cour de France pour celle de Parme. Celles qui avaient quitté le château de Versailles pour l'abbaye de Fontevraud sont revenues y vivre, à l'exception de Madame Louise, qui devient carmélite et prend le nom de Thérèse de Saint-Augustin en 1770. Sa sœur plus âgée Madame Henriette, succombe à la petite vérole le 10 février 1752, alors âgée de vingt-cinq ans. 
Cette disparition fait d'Adélaïde, désormais la sœur la plus âgée vivant à la cour la nouvelle « Madame ». Le 22 février 1754, Xavier de France, second fils du dauphin Louis, meurt d'une coqueluche. Le 2 septembre 1755, Marie-Zéphyrine de France, fille aînée du dauphin, décède d'une péritonite aiguë à l'âge de cinq ans. Ensuite, c'est Madame Élisabeth, jumelle de d'Henriette, qui succombe à son tour de la petite vérole lors d'un séjour à la cour, le 6 décembre 1759. Le 22 mars 1761, Louis de France, fils du dauphin, meurt d'une tuberculose osseuse. Le 20 décembre 1765, Louis de France, fils aîné de Louis XV et frère d'Adélaïde, dauphin de France, meurt de la tuberculose à l'âge de trente-six ans. 
Le 23 février 1766, Stanislas Leszczynski, père de la reine de France, meurt après une agonie douloureuse et longue, brûlé gravement après avoir voulu raviver son foyer. Le 13 mars 1767, Marie-Josèphe de Saxe, veuve du dauphin qu'elle a veillé durant sa maladie, contracte a son tour le même mal et y succombe, inconsolable. Le 24 juin 1768, Marie Leszczynska, reine de France, profondément affectée par la mort de son père, survenue deux ans plus tôt, décède à son tour, à Versailles. Le 10 mai 1774, Louis XV, est emporté par la variole. Devenu mal-aimé en France, et plus encore craignant la contagion, le roi est pleuré et veillé uniquement par ses filles vivant encore à la cour, ce qui fait moquer leur amour filial.

### Règne de Louis XVI

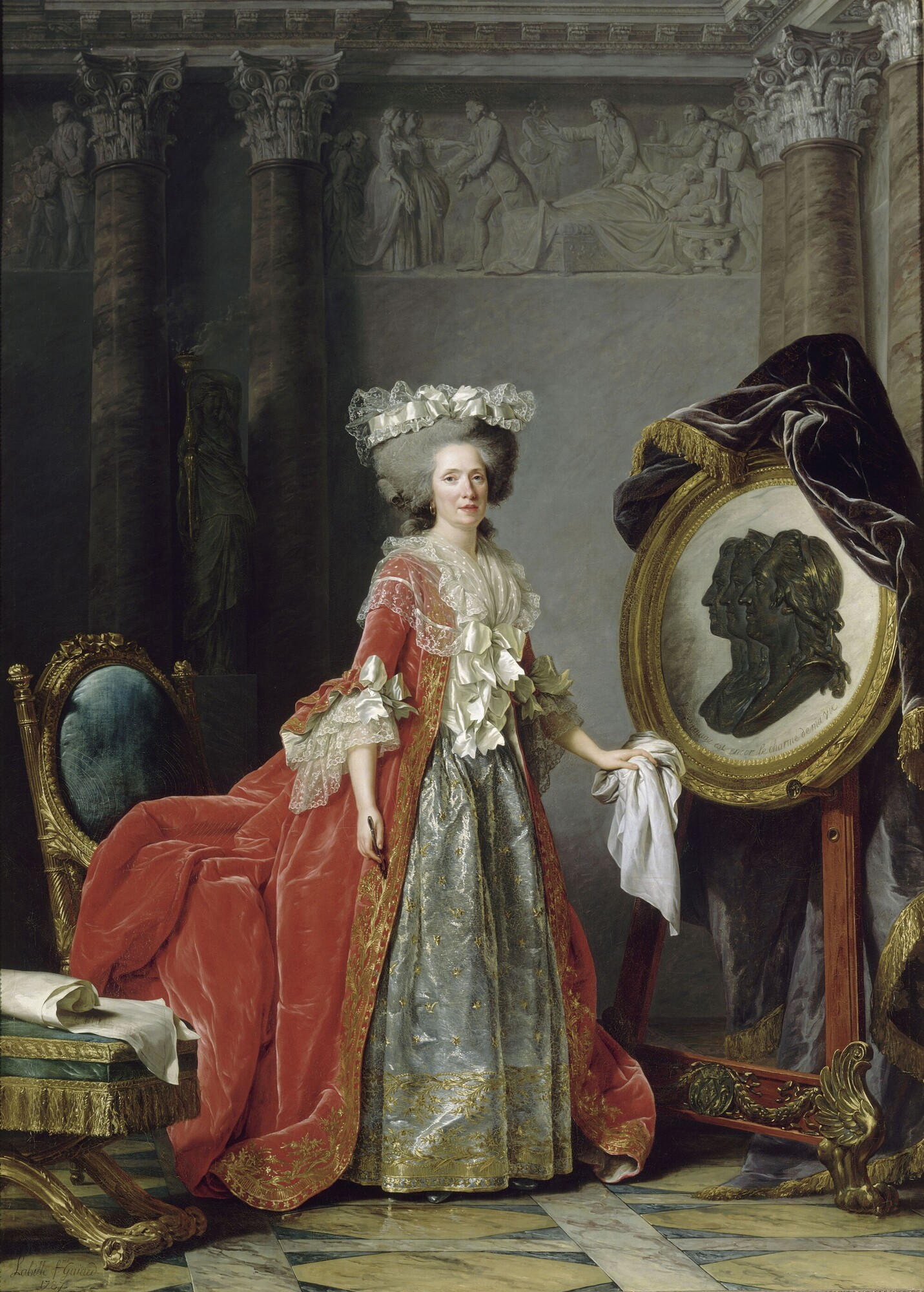
Portrait de Madame Adélaïde par Adélaïde Labille-Guiard, 1787.

À la mort de son frère et de sa belle-sœur, Madame Adélaïde devient la dépositaire de leurs papiers et d'une instruction à l'égard du futur roi, son neveu Louis-Auguste. Le document est ouvert deux jours après la mort de Louis XV, le 12 mai 1774, lors d'un conseil de famille en présence du nouveau souverain, Louis XVI. Il désigne alors trois principaux ministres possibles : le comte de Maurepas, le duc d'Aiguillon ou le comte d'Arnouville. Ayant perdu son influence à la cour, reprise en main par la nouvelle reine, Madame Adélaïde fait figure de ligne des mécontentements de la politique royale et des tentatives de réformes visant à sauver la monarchie. 
Davantage que son neveu, c'est la reine Marie-Antoinette qui cristallise son mépris, du fait de son comportement insouciant de ses premières années en tant que souveraine. Après les décès de Mesdames Sophie et Louise, Adélaïde et Victoire sont les dernières enfants de Louis XV en vie. Très proches l'une de l'autre, les deux sœurs se réfugient dans la religion, au point de passer pour les bigotes, et dans la musique. La nouvelle expulsion des jésuites les consterne au plus au haut point. Le roi Louis XVI, souhaitant s'affranchir de leur influence à la cour, leur offre le château de Bellevue, près de Meudon, afin de les tenir à l'écart du pouvoir et de la cour. 

### Révolution française et exil
Lorsque la Révolution française éclate, les deux sœurs se trouvent aux côtés du roi. À la suite des journées des 5 et 6 octobre 1789, elle s'installe avec sa sœur au château de Bellevue. 
Le 19 février 1791, elle et sa sœur décident de quitter le pays pour rejoindre Rome. 
Dans une période où l'émigration, encore tolérée, ne fait que renforcer la défiance des révolutionnaires à l'égard de la monarchie, ce départ est assez mal perçu. Le roi leur facilite la procuration des passeports. Elles sont néanmoins arrêtées à Arnay-le-Duc, le temps de décider de la conduite à tenir. Elles ne reprennent la route qu'après que le comte de Mirabeau ait défendu leur cause devant l'Assemblée
, raillant les députés « qui [ont] passé quatre heures entières à délibérer sur le départ de deux dames qui aiment mieux entendre la messe à Rome qu'à Paris ». Elles parviennent au duché de Savoie dont leur nièce, Clotilde de France, est l'épouse du prince de Piémont. Elles arrivent finalement à Rome, le 16 avril 1791. 
En 1796, elles gagnent Naples. Pour fuir l'avancée des troupes françaises, elles gagent Corfou puis Trieste. 
Ce dernier les reçoit au palais de Carolis. Elle y apprennent alors l'échec de la fuite de Varennes, la prise des Tuileries, l'abolition de la monarchie, l'exécution de leur neveu, celle de son épouse et celle de leur nièce. Elles sont horrifiées par les récents événements qui se sont déroulés en France. La montée au pouvoir de Napoléon Bonaparte n'est pas pour les rassurer. Les succès militaires du général les contraignent à quitter Rome pour la cour de Naples, où règnent Ferdinand Ier et Marie-Caroline d'Autriche, la sœur de « l'Autrichienne » que Mesdames ont tant conspuée, et qui de ce fait ne les apprécie guère. Elles y demeurent peu, obligées de fuir à nouveau en 1798, à l'avancée des troupes françaises. Mesdames atteignent d'abord la ville de  Corfou puis finalement celle de Trieste, sur une contrée relevant alors de la couronne autrichienne. Elles y demeureront enfin. 
C'est ici que, le 7 juin 1799, Madame Victoire décède des suites d'un cancer du sein. Madame Adélaïde, épuisée elle aussi par de longs voyages à un âge avancé, se retrouve seule avec la marquise de Roquefeuil, qui a renoncé à sa fortune et à sa position pour les suivre en exil. La princesse meurt le 27 février 1800. Quinze ans plus tard, la monarchie restaurée, Louis XVIII fait transférer leurs dépouilles en la basilique de Saint-Denis.

## Musique
- Le violon de Madame Adélaïde, Calliope, 2017.
- À Madame: divertissement pour Adélaïde, Aparté, 2017.

## Filmographie
- Dans la série Marie-Antoinette (2022) de Deborah Davis, son rôle est interprété par Crystal Shepherd-Cross.
- Dans le film Jeanne du Barry (2023) de Maïwenn, son rôle est interprété par India Hair[6].